# Taurus PT92
Taurus PT92 je dvojčinná samonabíjecí pistole napodobující svůj vzor, známou italskou Berettu 92. Zbraň je určena jak pro civilní trh, tak i pro policejní a vojenské jednotky. Vyrábí se ve verzi matné černé a stříbrné. Kvalita použitého materiálu a dílenské zpracování je na velmi dobré úrovni a střelecké vlastnosti jsou více než uspokojivé. Z důvodů zákonů o zbraních a střelivu v USA se pro americký trh vyrábí verze v omezené kapacitě zásobníku, a to na 10 ran. Tato pistole má rám z lehkých slitin a je tak vhodná jak pro každodenní nošení tak i pro sportovní střelbu. Tato zbraň má oboustrannou mechanickou pojistku, která, při pohybu směrem dolů, zároveň plní funkci bezpečného vypouštění kohoutu.

## Základní údaje
- Ráže: 9 mm Luger (9x19 mm)
- Celková délka: 216 mm
- Délka hlavně: 127 mm
- Celková výška: 000 mm
- Celková šířka: cca 00 mm
- Kapacita zásobníku: 10, 15 a 17 nábojů
- Hmotnost: 960 g při prázdném zásobníku
- Rok výroby: 1983
- Výrobce: Taurus International MFG
- Země původu: Brazílie